# Космос-2000
Космос-2000 је један од преко 2400 совјетских вјештачких сателита лансираних у оквиру програма Космос.
Космос-2000 је лансиран са космодрома Плесецк, СССР, 10. фебруара 1989. Ракета-носач Сојуз је поставила сателит у орбиту око планете Земље. Маса сателита при лансирању је износила 6300 килограма. Космос-2000 је био сателит намијењен за истраживање природних богатстава Земље.